# Колочка
Колочка — река во Владимирской области России, протекает по территории Суздальского и Собинского районов. Устье реки находится в 19 км по левому берегу реки Колокши. Длина реки составляет 40 км, площадь водосборного бассейна — 190 км².
Исток реки у деревни Головенцино в 22 км к юго-западу от города Суздаль. Течёт на юг, протекает через деревни Воронцово, Старый Двор, Теремец, Малахово, Волосово, Чурилово, Тетерино, Бузаково. В деревне Старый Двор на реке плотина и запруда. Впадает в Колокшу ниже посёлка Ставрово. Главные притоки — Выдрица, Черница, Пещерга (правые); Сига, Дернишка (левые).

## Данные водного реестра
По данным государственного водного реестра России относится к Окскому бассейновому округу, водохозяйственный участок реки — Клязьма от города Орехово-Зуево до города Владимир, речной подбассейн реки — бассейны притоков Оки от Мокши до впадения в Волгу. Речной бассейн реки — Ока.
Код объекта в государственном водном реестре — 09010300712110000032211.